# هايبرستين
هايبرستين هو معدن شائع في تكوين الصخور ينتمي إلى مجموعة البيروكسينات المعوية. تركيبته الكيميائية هي (Mg ، Fe) SiO3. توجد في الصخور النارية وبعض الصخور المتحولة وكذلك في النيازك الحجرية والحديدية. تخلت العديد من المراجع رسميًا عن هذا المصطلح، مفضلة تصنيف هذا المعدن على أنه إنستاتيت أو فيروسيليت. إنه يشكل سلسلة من المحاليل الصلبة مع المعادن enstatite وferrosilite ، كونه عضوًا في منتصف الطريق بين الاثنين. لا يحتوي الإنستاتيت النقي على الحديد، بينما لا يحتوي الفيروسيليت النقي على المغنيسيوم؛ hypersthene هو الاسم الذي يطلق على المعدن عند وجود كمية كبيرة من كلا العنصرين. تعد البلورات المطورة بشكل مميز نادرة، وعادة ما يتم العثور على المعدن ككتل مرققة مدمجة في الصخور النارية نوريت وهايبرثين-أنديسايت، والتي تشكل مكونًا أساسيًا لها. صخور اللابرادوريت الخشنة الحبيبية (النوريت) لجزيرة بول قبالة ساحل لابرادور قدمت أكثر المواد نموذجية؛ لهذا السبب، يُعرف المعدن باسم لابرادور هورنبلند أو بوليت.
غالبًا ما يكون اللون رماديًا أو بنيًا أو أخضر، وعادة ما يكون البريق زجاجيًا لؤلؤيًا. تعدد الألوان قوي، والصلابة 5-6، والثقل النوعي هو 3.4-3.9. تظهر على أسطح معينة لمعانًا لامعًا نحاسيًا أحمر معدنيًا، أو شيلر، الذي له نفس أصل اللمعان البرونزي للبرونزيت، ولكنه أكثر وضوحًا. مثل البرونزيت، يتم قصه وصقله أحيانًا كأحجار كريمة.
يأتي اسم «هايبرستين» من اليونانية ويعني «فوق القوة»، وهو إشارة إلى كونه أصعب من معدن أمفيبول هورنبلند (معدن غالبًا ما يتم الخلط بينه وبينه).
تم تشويه سمعة هايبرستين من قبل الرابطة الدولية للمعادن.